# أراك (إيران)
أراك (بالفارسية:اراک) هي مدينة إيرانية تقع غرب وسط البلاد وهي المحافظة المركزية، والتي تعرف أيضاً باسم محافظة آراك.

## تنوع الجذور العرقية
تتكون مدينة آراك من عدة أعراق وأغلبها العرق الفارسي والعرق الأرميني.

## معرض الصور

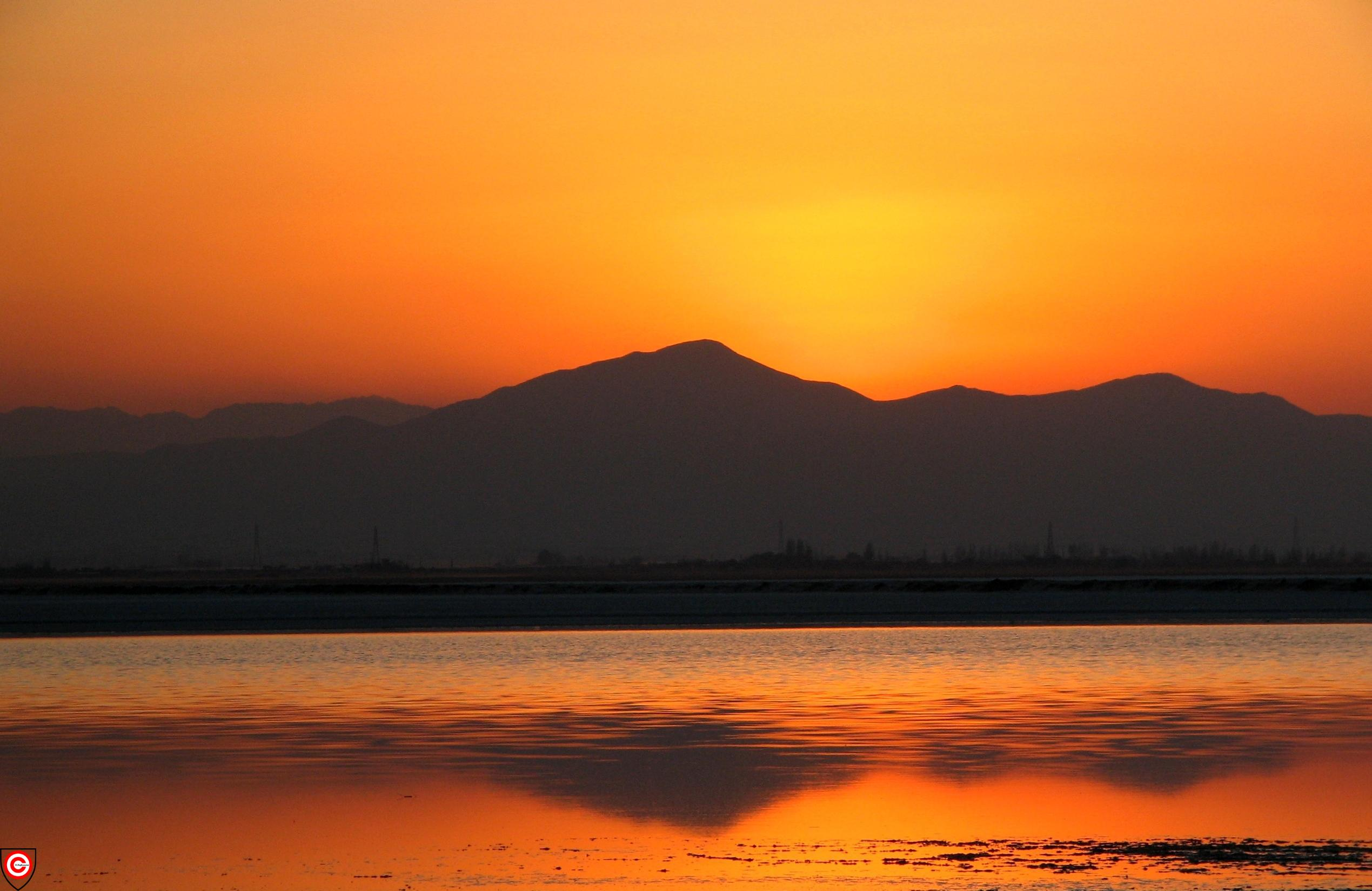
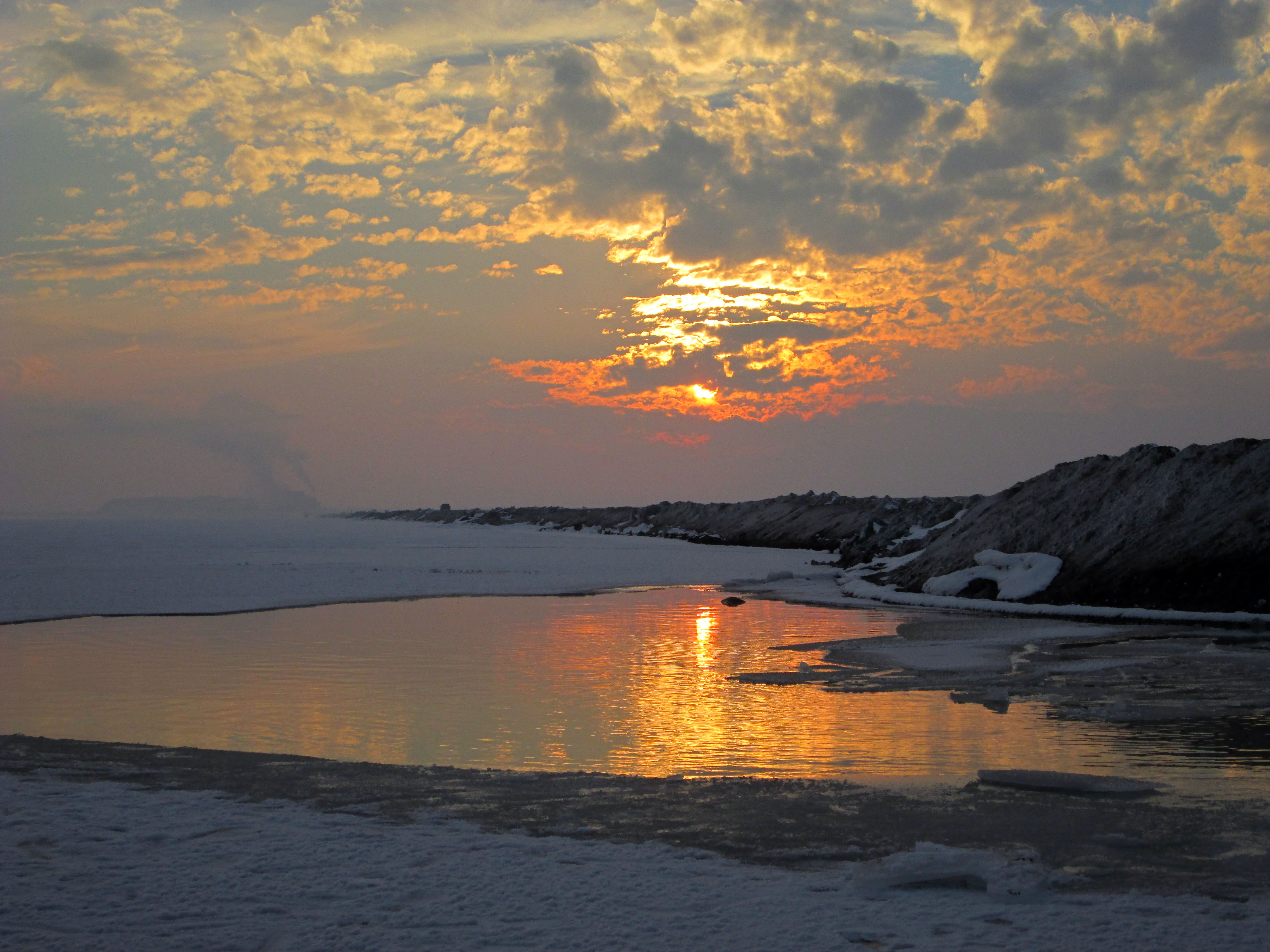
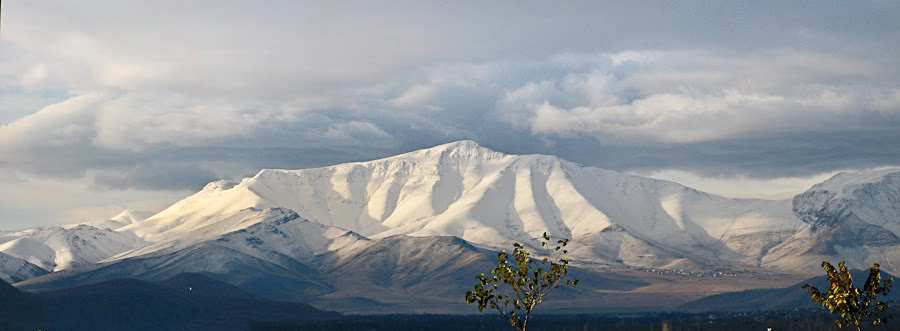
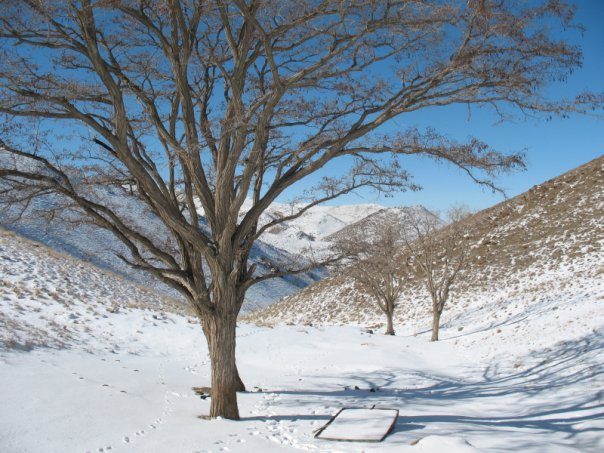

## أعلام
- قادر عبد الله
- سحر زكريا
- بكاه آهنكراني
- ميرزا محمد تقي خان فراهاني

## انظر ايضاً
- كربلائي كاظم الساروقي

## وصلات خارجية
- آراك موقع إلكتروني إيراني تحتوي على موسوعة إيرانكا الشهيرة.